# ازگه ازپیرینچی
ازگه ازپیرینچی (به ترکی استانبولی: Özge Özpirinçci) (زاده ۱ آوریل ۱۹۸۶ در استانبول) بازیگر اهل ترکیه است.

## زندگی‌نامه و تحصیلات
او دوره دبستان و متوسطه را در شهر استانبول سپری کرد، و در سال ۲۰۰۷ فعالیت هنری خود را آغاز نمود. وی بازیگر سریال و فیلم‌های ترکیه‌ای ست، همچنین در تبلیغات تلویزینی نیز حضور یافته، وی همچنین سابقهٔ اجرای تلویزیونی نیز در کارنامهٔ خود دارد. ۱۲ آوریل ۲۰۱۳ با اینگین آلتان دوزآتان نامزد کرد و و در همان سال با توافق نامزدی را به هم زدند.

## فیلم‌شناسی

### مجموعه تلویزیونی
| سال       | نام                         | نقش         |
| --------- | --------------------------- | ----------- |
| ۲۰۰۸      | Cesaretin Var Mı Aşka       | ابرو        |
| ۲۰۰۷-۲۰۱۱ | Kavak Yelleri               | ادا         |
| ۲۰۰۹-۲۰۱۰ | Melekler Korusun            | ایپک        |
| ۲۰۱۰      | Deli Saraylı                | دلربا       |
| ۲۰۱۱-۲۰۱۲ | Al Yazmalım                 | آسیه        |
| ۲۰۱۲      | Ağır Roman Yeni Dünya       | زهیر آهو    |
| ۲۰۱۳      | Tatar Ramazan               | آلین ترزیان |
| ۲۰۱۴      | Aramızda Kalsın             | گورکم       |
| ۲۰۱۵-۲۰۱۶ | عشق از نو                   | زینب تاشکین |
| ۲۰۱۷-۲۰۲۰ | زن                          | بهار چشملی  |
| ۲۰۱۹      | دکتر معجزه‌گر (بازیگر مهمان) | بهار چشملی  |
| ۲۰۲۳–۲۰۲۴ | بوی صندوق                   | کارسو چلیک  |

### فیلم‌ها
| سال  | نام                | نقش        |
| ---- | ------------------ | ---------- |
| ۲۰۱۰ | Veda               | فکریه      |
| ۲۰۱۱ | Anadolu Kartalları | آیشه دینچر |
| ۲۰۱۲ | Kayıp              |            |
| ۲۰۱۴ | Karışık Kaset      | ایرم       |

### برنامه‌های تلویزیونی
| سال | نام         | نوضیحات |
| --- | ----------- | ------- |
|     | Toplu Hayat | مجری    |

### تبلیغات تلویزیونی
| سال  | عنوان         |
| ---- | ------------- |
| ۲۰۰۸ | Eti Browni    |
| ۲۰۰۸ | Cornetto      |
| ۲۰۰۹ | کوکا کولا     |
| ۲۰۰۹ | ترکسل         |
| ۲۰۱۱ | وستل          |
| ۲۰۱۵ | کوکاکولا زیرو |

## جایزه‌ها و نامزدی‌ها
| سال  | نوع جایزه                                      | عنوان جایزه                    | بخاطر پروژه     | وضعیت     |
| ---- | ---------------------------------------------- | ------------------------------ | --------------- | --------- |
| ۲۰۱۲ | جشنواره اصلی شیر                               | محبوب ترین بازیگر زن سال سینما |                 | برنده     |
| ۲۰۱۴ | جشنواره رسانه های اجتماعی ترکسل                | بهترین بازیگر زن سال           | سریال عشق از نو | نامزد شده |
| ۲۰۱۵ | جوایز پروانهٔ طلایی                             | بهترین بازیگر زن سال           | سریال عشق از نو | برنده شده |
| ۲۰۱۵ | جشنواره رسانه های اجتماعی imk                  | بهترین بازیگر زن سال           | سریال عشق از نو | نامزد شده |
| ۲۰۱۶ | جوایز موسسات آموزشی اریتیش و بالکان Mavi Çınar | بهترین بازیگر زن سریال سال     | سریال عشق از نو | برنده شده |
| ۲۰۱۸ | جشنواره مجله سینمایی Quality of Magazine       | بهترین بازیگر زن سال           | سریال زن        | برنده شده |
| ۲۰۱۸ | جشنواره مجله سینمایی مگزین                     | بهترین بازیگر زن سال           | سریال زن        | برنده شده |